# Hu Jiwei
Hu Jiwei (chinesisch 胡績偉 / 胡绩伟, Pinyin Hú Jìwĕi; * 15. September 1916 in Weiyuan, Republik China; † 16. September 2012 in Peking, Volksrepublik China) war ein chinesischer Politiker. Er war Chefredakteur der chinesischen Parteizeitung Renmin Ribao.
Im Oktober 2010 erregte er international Aufmerksamkeit, als er gemeinsam mit Li Rui, Zong Peizhang, Jiang Ping und 500 Anderen einen Offenen Brief für mehr Demokratie und weniger Zensur unterschrieb.